# Kilsund
Kilsund is een plaats in de Noorse gemeente Arendal, provincie Agder. Kilsund telt 705 inwoners (2007) en heeft een oppervlakte van 1,1 km².
Kilsund was de hoofdplaats van de voormalige gemeente Flosta.